# درود بر انگلستان
«درود بر انگلستان» آلبومی از منووار است که در سال ۱۹۸۴ میلادی منتشر شد.